# DC Universe Online
DC Universe Online ou DCUO é um jogo de MMO desenvolvido pela Sony Online's Austin studio para PlayStation 3, Playstation 4, Computador pessoal e Xbox One baseado na série de superheróis DC Comics.

## Enredo
Lex Luthor de um futuro alternativo catastrófico (em que Brainiac ordena uma invasão à Terra e, usando exobites, copia as habilidades de super heróis e vilões, para construir seu próprio super exército) vem à nosso presente para dizer ao trio composto por Batman, Superman e Mulher Maravilha, o ocorrido. Lex além de alertá-los sobre a invasão, espalha exobites (que ele havia roubado de sua linha do tempo) por toda a Terra, esses exobites continham as habilidades copiadas dos maiores heróis e vilões, e agora essas habilidades estariam sendo transmitidas a civis de todo o mundo, para estes serem mentorados com o propósito de parar a futura invasão.
Não apenas o trio heróico mentora esses, agora, super-civis, como também os vilões Coringa, Lex Luthor e Circe o fazem.

## Personagens
| Heróis | Heróis | Heróis | Heróis | Heróis |
| --- | --- | --- | --- | --- |
| - Aço - Adam Strange - Aquaman - Arqueiro Verde - Arqueiro Vermelho - Asa Noturna - Azrael - Batgirl - Batman - Batman do Futuro - Batwoman - Besouro Azul - Besouro Bisonho - Brainiac 5 - Caçador de Marte | - Caçadora - Canário Negro - Capitão Átomo - Capitão Marvel - Congo Bill - Cyborg - Demônio-da-Tasmânia - Donna Troy - Eléktron - Estelar - Etrigan - Fera B'Wana | - Flash do Futuro - Flash (Jay Garrick) - Flash (Barry Allen) - Flash (Wally West) - Fogo - Gavião Negro - Gladiador Dourado - Homem-Animal - Homem-Borracha - Homem-Elástico - Kilowog - Lanterna Verde do Futuro - Lanterna Verde (Alan Scott) - Lanterna Verde (Hal Jordan) - Lanterna Verde (John Stewart) | - Mega-Espião - Metamorfo - Moça-Maravilha - Mulher-Gavião - Mulher-Maravilha - Mulher-Maravilha do Futuro - Mutano - Nuclear - Barbara Gordon (Oráculo) - Pantera - Poderosa - Questão - Raio Negro | - Rastejante - Ravena - Robin - Sargento Rock - Senhor Destino - Supergirl - Superman - Superman do Futuro - Tempest - Tornado Vermelho - Vingador Fantasma - Vigilante - Vixen - Zatanna |

| Vilões | Vilões | Vilões | Vilões |
| --- | --- | --- | --- |
| - Apocalipse - Ares - Bane - Batzarro - Bizarro - Adão Negro - Manta Negra - Máscara Negra - Blue Snowman - Brainiac - Irmão Sangue - Calculador - Capitão Bumerangue - Capitão Frio - Carmine Falcone - Mulher-Gato - Chang Tzu - Mulher-Leopardo (Cheetah) | - Lince - Circe - Cara-de-Barro - Rei Relógio - Superciborgue - Darkseid - Dr. Veneno - Exterminador - Flash Reverso (Professor Zoom) - Flash Reverso do Futuro (Professor Zoom do Futuro) - Vagalume - General Zod - Giganta - Giganta do Futuro - Gorilla Grodd - Hades - Hank Henshaw - Arlequina - Onda Térmica - Silêncio - Coringa - Coringa do Futuro - Chapeleiro Louco - Chave | - Crocodilo - Nevasca - Lex Luthor - Lex Luthor do Futuro - Livewire - Morcego Humano - Maxie Zeus - Merlyn - Metallo - Mongul - Senhor Frio - Mr. Mxyzptlk - Sr. Zsasz - Mestre do Oceano - Parasita | - Pinguim - Prometheus - Hera Venenosa - Galhofeiro - Ra's al Ghul - Espantalho - Sinestro - Solomon Grundy - Homem Tatuado - Toyman (Homem-Brinquedo) - Trapaceiro - Duas-Caras - Ultra-Humanóide (na forma de um gorila branco) - Ultraman - Ventríloquo |

## Edição de Colecionador
A edição de colecionador do jogo tem uma miniatura do Batman, um pôster, três HQs, 1 budy card, propagandas e o envelope com o jogo.

## Localidades/Mapas
Seguindo localidades que aparecem no jogo:
- Ilha dos Titãs
- Gotham City
- Metrópolis
- Torre de Vigilângia
- Salão do mal
- Ace Chemicals
- Área 51
- Asilo Arkham
- Blüdhaven[4]
- Coast City
- Fortaleza da Solidão
- Gorilla city
- Khandaq
- Oa
- Oolong Island
- Smallville
- Stryker's Island
- Batcaverna
- LexCorp
- Wayne Enterprises

Também há vários centros espalhados por toda Metrópolis e a cidade de Gotham para ambas as camapanhas. Na campanha de herói, os jogadores têm delegacias de polícia. Na campanha de vilão, os jogadores têm diversas discotecas. As facções opostas são incapazes de entrar nessas áreas.

## Recepção
DC Universe Online recebeu diversas críticas positivas dos críticos. Nick Kolan da IGN disse, "Eu queria amar DC Universe Online, mas em vez disso, eu só gostei. Tem muita coisa - uma licença ótima, algumas voz de atores excelentes, todas as configurações bem trabalhadas, combate baseado em ação rápida, e um mercado cheio de pessoas que, até agora, mal foram expostas ao gênero MMO." Kevin VanOrd da GameSpot escreveu, "Os jogadores de PC ficarão imediatamente impressionados com a interface do jogo. As loadings no PC estão rápidas e o jogo se encontra com apenas alguns bugs, mas nada que estrague o jogo. A versão para PS3, é notavelmente mais lenta, Menus demoram muito para aparecer,  e o jogo pode congelar por um ou dois segundos, e os avisos pop-in durante o jogo usando a engine Unreal 3 também é muito comum."